# Edgar Mitchell
Edgar Dean „Ed“ Mitchell (* 17. September 1930 in Hereford, Texas; † 4. Februar 2016 in West Palm Beach, Florida) war ein amerikanischer Astronaut. Er war der sechste Mensch, der den Mond betrat.

## Ausbildung
1952 schloss Mitchell am Carnegie Institute of Technology ein Studium der Betriebswirtschaft ab und trat der US-Marine bei. Dort wurde er als Pilot für Aufklärungsflüge eingesetzt, wurde Fliegeroffizier und übernahm 1958 als Offizier des Air Development Squadron 5 Aufgaben im Arbeitsbereich für Forschungsprojekte. In seiner Zeit bei der Navy erlangte Mitchell 1961 den Bachelor of Science in aeronautical engineering von der Naval Postgraduate School sowie 1964 den Titel Doctor of Science in Aeronautics and Astronautics vom Massachusetts Institute of Technology.

## Raumfahrt
Von 1964 bis 1965 war Mitchell Marinevertreter des MOL-Projektes. Am 4. April 1966 wurde er mit der fünften Auswahlgruppe in das Astronautenkorps der NASA aufgenommen. Gemeinsam mit Gordon Cooper und Donn Eisele bildete er die Ersatzmannschaft von Apollo 10, Mitchell war dabei als Pilot der Mondlandefähre vorgesehen. Mitchell war 1971 der Pilot der Landefähre von Apollo 14, dem dritten erfolgreichen bemannten Mondlandeunternehmen. Dabei führte er zwei Ausstiege mit über neun Stunden Gesamtdauer aus. Auf dem Rückflug zur Erde führte Mitchell Experimente zu übersinnlichen Phänomenen durch. Die privaten Experimente erzielten keine verwertbaren Ergebnisse.
Vor dem Flug von Apollo 14 wurde das Apolloprogramm nochmals gekürzt. Der letzte Mondflug sollte nun mit Apollo 17 stattfinden. Deshalb nominierte die NASA für die Ersatzmannschaften der verbleibenden noch nicht besetzten Flüge Apollo 16 und Apollo 17 nicht mehr junge Astronauten, die drei Flüge später zur Hauptmannschaft aufsteigen sollten, sondern teilte bereits erfahrene Raumfahrer ein. Für Apollo 16 bestand die Ersatzmannschaft aus dem Kommandanten Fred Haise, dem Piloten der Kommandokapsel Stuart Roosa und Edgar Mitchell als Mondfährenpiloten. Alle drei hatten bereits einen Apolloflug hinter sich. Wäre Charles Duke ausgefallen, hätte Edgar Mitchell somit die Möglichkeit gehabt, der erste Astronaut zu werden, der zweimal auf dem Mond landete.

## Nach der NASA
Am 1. Oktober 1972 schied er bei der NASA aus und gründete eine eigene Firma, die Edgar Mitchell Corporation in Palm Beach (Florida). Außerdem gründete er das Institute of Noetic Sciences, welches sich mit Bewusstseinsveränderungen befasst, wie er sie nach der Landung auf dem Mond bei sich beobachtete. Nach seinem Ausscheiden aus der NASA wandte Mitchell sich verstärkt esoterischen Themen und deren Erforschung zu.

„Die parapsychologische Forschung stellt eine Herausforderung dar, der die Wissenschaft nicht länger ausweichen kann. [...] Sie ist vielleicht ein wichtiges Element in der langgesuchten Formel zum Bereichern des menschlichen Bewußtseins, zum Umgestalten der Gesellschaft und allgemein zum Unterstützen der Natur bei dem gewaltigen Werk der Evolution.“

Wiederholt äußerte Mitchell sich auch zum UFO-Phänomen und vertrat dabei die Außerirdischen-Hypothese.

„Vor 500 Jahren wurde der Astronom Kopernikus als Ketzer verurteilt, weil er behauptete, dass die Erde nicht das Zentrum des Universums sei. Das ist inzwischen überholt. Doch heutzutage glaubt die Mehrheit von uns immer noch, dass die Menschheit das biologische Zentrum des Universums ist. Wir werden so lange nicht akzeptieren, dass intelligentes Leben außerhalb der Erde existiert, bis wir beim Einkaufen mit einem Alien zusammenstoßen.“

Als Quelle für sein Wissen nannte Mitchell keine Namen, sondern sprach nur von Kontakten, die er aufgrund seiner Astronautenlaufbahn in Militärkreisen sowie wegen seiner Herkunft aus Roswell gehabt habe (siehe Roswell-Zwischenfall).

„Was am 5. Juli 1947 in Roswell passierte, ist die Wahrheit. Meine Freunde, die die Geschehnisse damals mit eigenen Augen miterlebten und heute längst tot sind, haben mir die Wahrheit erzählt. Eine staatliche Geheimorganisation zur Geheimhaltung dieser Zwischenfälle arbeitet auch heute noch erfolgreich an der Verschleierung dieses wichtigsten Ereignisses in der Geschichte der Menschheit.“

Edgar Mitchell vertrat die Ansicht, es sei bereits mehrfach zu Kontakten mit extraterrestrischen Spezies und Menschen gekommen, jedoch würde dies aus vielerlei Gründen von Regierungen einer Geheimhaltung unterworfen.
2001 unterstützte Mitchell eine Initiative für Exopolitik, das Disclosure Project.

## Sonstiges
Mitchell war verheiratet und hatte fünf Kinder. Edgar Mitchell starb am 4. Februar 2016, nur einen Tag vor dem 45. Jahrestag der Mondlandung von Apollo 14.
Edgar Mitchell gehörte zu den Erstunterzeichnern des Aufrufs für eine Parlamentarische Versammlung bei den Vereinten Nationen, die ein erster Schritt zu einem Weltparlament sein soll.

„Wenn wir zum Mars fliegen – und das werden wir – wäre es dumm, auf die Erde herunterzublicken, und zu sagen: Ich kam von den Vereinigten Staaten von Amerika, Deutschland, Frankreich, England oder Israel. Wir kommen von der Erde! Und dafür sind wir noch nicht reif.“

Edgar Mitchell war Mitbegründer der Association of Space Explorers. 1970 wurde Mitchell durch Präsident Richard Nixon mit der Presidential Medal of Freedom ausgezeichnet, einer der beiden höchsten zivilen Auszeichnungen der Vereinigten Staaten. Am 23. März 2016 wurde ein Asteroid nach ihm benannt: (39882) Edgarmitchell.
Mitchell war Freimaurer und Mitglied der Loge Artesia#29 in New Mexico und steht zudem in der Hall of Fame des Ordens von DeMolay, einer freimaurerischen Jugendorganisation.

## Filmografie
- 1975: Reise ins Jenseits – Die Welt des Übernatürlichen